# Luiz Razia
Luiz Tadeou Razia Filho (* 4. dubna 1989 v Barreiras) je brazilský automobilový závodník. V roce 2013 měl nastoupit do Formule 1 s týmem Marussia F1, ale zúčastnil se pouze prvních testů, neboť jeho sponzoři nezaplatili. Na jeho místo tak usedl Jules Bianchi.

## Shrnutí kariéry
| Sezona  | Série                             | Tým                    | Závody           | Vítězství        | Pole             | Nejrychlejší kola | Podia            | Body             | Pozice           |
| ------- | --------------------------------- | ---------------------- | ---------------- | ---------------- | ---------------- | ----------------- | ---------------- | ---------------- | ---------------- |
| 2005    | Jihoamerická Formule 3            | Dragão Motorsport      | 18               | 2                | 2                | 4                 | 6                | 52               | 6                |
| 2005    | Brazilian Formule Renault 2.0     | Dragão Motorsport      | 13               | 0                | 0                | 0                 | 0                | 68               | 10               |
| 2006    | Jihoamerická Formule 3            | Razia Sports           | 16               | 7                | 6                | 7                 | 11               | 99               | 1                |
| 2006    | F3000 International Masters       | Charouz Racing System  | 3                | 3                | 0                | ?                 | 3                | 30               | 8                |
| 2007    | Euro F3000                        | Fisichella Motor Sport | 16               | 0                | 1                | 1                 | 4                | 57               | 3                |
| 2007    | Euro F3000                        | ELK Motorsport         | 16               | 0                | 1                | 1                 | 4                | 57               | 3                |
| 2007    | Italská F3000                     | Fisichella Motor Sport | 8                | 0                | 0                | 0                 | 2                | 26               | 4                |
| 2007    | Italská F3000                     | ELK Motorsport         | 8                | 0                | 0                | 0                 | 2                | 26               | 4                |
| 2007    | Formule Renault 3.5               | GD Racing              | 4                | 0                | 0                | 0                 | 0                | 0                | 38               |
| 2008    | Euro F3000                        | ELK Motorsport         | 13               | 2                | 1                | 1                 | 5                | 52               | 4                |
| 2008    | Italská F3000                     | ELK Motorsport         | 8                | 1                | 0                | 1                 | 3                | 32               | 4                |
| 2008–09 | GP2 Asia                          | Trust Team Arden       | 11               | 1                | 0                | 0                 | 1                | 9                | 13               |
| 2009    | GP2                               | Fisichella Motor Sport | 18               | 1                | 0                | 1                 | 1                | 8                | 19               |
| 2009    | GP2                               | Scuderia Coloni        | 18               | 1                | 0                | 1                 | 1                | 8                | 19               |
| 2009–10 | GP2 Asia                          | Barwa Addax            | 4                | 0                | 0                | 0                 | 0                | 0                | 26               |
| 2009–10 | GP2 Asia                          | Rapax Team             | 4                | 0                | 0                | 0                 | 0                | 0                | 26               |
| 2010    | GP2                               | Rapax Team             | 20               | 0                | 0                | 1                 | 3                | 28               | 11               |
| 2010    | Formule 1                         | Virgin Racing          | Testovací jezdec | Testovací jezdec | Testovací jezdec | Testovací jezdec  | Testovací jezdec | Testovací jezdec | Testovací jezdec |
| 2011    | GP2                               | Caterham Team AirAsia  | 18               | 0                | 1                | 0                 | 2                | 19               | 12               |
| 2011    | Finále GP2                        | Caterham Team AirAsia  | 2                | 0                | 0                | 1                 | 1                | 9                | 3                |
| 2011    | GP2 Asia                          | Team AirAsia           | 4                | 0                | 0                | 0                 | 0                | 0                | 25               |
| 2011    | Formule 1                         | Team Lotus             | Testovací jezdec | Testovací jezdec | Testovací jezdec | Testovací jezdec  | Testovací jezdec | Testovací jezdec | Testovací jezdec |
| 2012    | GP2                               | Arden International    | 24               | 4                | 0                | 3                 | 9                | 222              | 2                |
| 2013    | International GT Open (GTS Class) | Bhai Tech Racing       | 15               | 1                | 0                | 0                 | 3                | 3                | 8                |

## Kompletní výsledky ve Formuli 1
| Legenda k tabulce | Legenda k tabulce                                                                       |
| Barva             | Výsledek                                                                                |
| ----------------- | --------------------------------------------------------------------------------------- |
| Zlatá             | Vítěz                                                                                   |
| Stříbrná          | 2. místo                                                                                |
| Bronzová          | 3. místo                                                                                |
| Zelená            | Bodované umístění                                                                       |
| Modrá             | Nebodované umístění                                                                     |
| Modrá             | Dokončil neklasifikován (NC)                                                            |
| Fialová           | Odstoupil (Ret)                                                                         |
| Červená           | Nekvalifikoval se (DNQ)                                                                 |
| Červená           | Nepředkvalifikoval se (DNPQ)                                                            |
| Černá             | Diskvalifikován (DSQ)                                                                   |
| Bílá              | Nestartoval (DNS)                                                                       |
| Bílá              | Závod zrušen (C)                                                                        |
| Světle modrá      | Pouze trénoval (PO)                                                                     |
| Světle modrá      | Páteční testovací jezdec (TD)                                                           |
| Bez barvy         | Netrénoval (DNP)                                                                        |
| Bez barvy         | Vyřazen (EX)                                                                            |
| Bez barvy         | Nepřijel (DNA)                                                                          |
| Bez barvy         | Odvolal účast (WD)                                                                      |
| Bez barvy         | Nezúčastnil se (prázdné)                                                                |
| Označení          | Význam                                                                                  |
| Tučnost           | Pole position                                                                           |
| Kurzíva           | Nejrychlejší kolo                                                                       |
| †                 | Jezdec nedojel do cíle, ale byl klasifikován, protože odjel více než 90 % délky závodu. |
| ‡                 | Byl udělován poloviční počet bodů, protože bylo odjeto méně než 75 % délky závodu.      |
| Horní index       | Umístění bodujících jezdců ve sprintu                                                   |

| Rok  | Tým        | Šasi       | Motor               | 1   | 2   | 3      | 4   | 5   | 6   | 7   | 8   | 9   | 10  | 11  | 12  | 13  | 14  | 15  | 16  | 17  | 18  | 19     | Body | Umístění |
| ---- | ---------- | ---------- | ------------------- | --- | --- | ------ | --- | --- | --- | --- | --- | --- | --- | --- | --- | --- | --- | --- | --- | --- | --- | ------ | ---- | -------- |
| 2011 | Team Lotus | Lotus T128 | Renault RS27 2.4 V8 | AUS | MAL | CHN TD | TUR | ESP | MON | CAN | EUR | GBR | GER | HUN | BEL | ITA | SIN | JPN | KOR | IND | ABU | BRA TD | —    | —        |